# Solocisquama carinata
Solocisquama carinata is een  straalvinnige vissensoort uit de familie van vleermuisvissen (Ogcocephalidae). De wetenschappelijke naam van de soort is voor het eerst geldig gepubliceerd in 1999 door Bradbury.
De soort staat op de Rode Lijst van de IUCN als Onzeker, beoordelingsjaar 2009.